# Liste der Bodendenkmäler in Konzell
Auf dieser Seite sind die Bodendenkmäler in der niederbayerischen Gemeinde Konzell zusammengestellt. Diese Tabelle ist eine Teilliste der Liste der Bodendenkmäler in Bayern. Grundlage ist die Bayerische Denkmalliste, die auf Basis des Bayerischen Denkmalschutzgesetzes vom 1. Oktober 1973 erstmals erstellt wurde und seither durch das Bayerische Landesamt für Denkmalpflege geführt wird. Die folgenden Angaben ersetzen nicht die rechtsverbindliche Auskunft der Denkmalschutzbehörde.

## Bodendenkmäler in Konzell
| Lage                    | Objekt | Akten-Nr.     | Bild                                                      |
| ----------------------- | --- | ------------- | --------------------------------------------------------- |
| (Standort)              | Burgstall des hohen Mittelalters. | D-2-6842-0001 |                                                           |
| (Standort)              | Untertägige mittelalterliche und frühneuzeitliche Befunde im Bereich der katholischen Filialkirche St. Sixtus in Gallner.                                                                       | D-2-6942-0016 | Untertägige mittelalterliche und frühneuzeitliche Befunde |
| (Standort)              | Untertägige mittelalterliche und frühneuzeitliche Siedlungsteile im Bereich der Einöde Gallner.                                                                                                 | D-2-6942-0017 |                                                           |
| (Standort)              | Untertägige mittelalterliche und frühneuzeitliche Befunde im Bereich des Schlosses von Gossersdorf samt Schlossbrauerei und deren Vorgängerbauten.                                              | D-2-6942-0019 | Untertägige mittelalterliche und frühneuzeitliche Befunde |
| (Standort)              | Untertägige mittelalterliche und frühneuzeitliche Befunde im Bereich der katholischen Filialkirche St. Stephan in Gossersdorf und deren Vorgängerbauten sowie Bestattungen im Kircheninnenraum. | D-2-6942-0020 | Untertägige mittelalterliche und frühneuzeitliche Befunde |
| Kirchplatz 1 (Standort) | Untertägige mittelalterliche und frühneuzeitliche Befunde im Bereich der katholischen Pfarrkirche St. Martin in Konzell und deren Vorgängerbauten sowie im Bereich des Friedhofs.               | D-2-6942-0030 | weitere Bilder                                            |
| (Standort)              | Untertägige spätmittelalterliche und frühneuzeitliche Teile der ehemaligen katholischen Filialkirche St. Ursula in Rettenbach.                                                                  | D-2-6942-0035 |                                                           |